# Aster miquelianus
Aster miquelianus là một loài thực vật có hoa trong họ Cúc. Loài này được Hara mô tả khoa học đầu tiên năm 1936.